# Абайський район (Карагандинська область)
Аба́йський райо́н (каз. Абай ауданы) — адміністративна одиниця у складі Карагандинської області Казахстану. Адміністративний центр — місто Абай.

## Історія
Утворений 21 травня 1973 року як Мічурінський район з центром у смт Топар, сучасна назва з 1997 року.

## Населення
Населення — 59241 особа (2021; 57207 у 2009, 69149 у 1999, 91425 у 1989).

## Географія
Територія району займає 6,5 тисяч км². Відстань до обласного центру — 30 км. По території району протікають великі річки: Шерубайнура та Нура. Є багато водосховища, найбільші — Шерубайнуринське (Топарське) та Жартаське, є озеро Сасикколь. Загальна площа водойм становить 7237 га.
У районі розташований Спаський меморіал пам'яті жертв політичних репресій, діє літературно-меморіальний музей Абая Кунанбаєва.
На території Абайського району проживають такі види тварин: вовк, сарна, лисиця, корсак, тхір, заєць, сіра куріпка; рідкісні та зникаючі види: архар, стрепет, лебідь кликун, кучерявий пелікан.

## Склад
До складу району входять 11 сільських округів, 3 селищних та 1 міська адміністрації:
| Поселення                        | Площа, км² | Населення, осіб (1989) | Населення, осіб (1999) | Населення, осіб (2009) | Населення, осіб (2021) | Центр       | Населені пункти |
| -------------------------------- | ---------- | ---------------------- | ---------------------- | ---------------------- | ---------------------- | ----------- | --------------- |
| Абайська міська адміністрація    | -          | 46533                  | 33066                  | 25550                  | 28602                  | Абай        | 1               |
| Карабаська селищна адміністрація | -          | 3214                   | 2682                   | 2484                   | 3122                   | Карабас     | 1               |
| Топарська селищна адміністрація  | -          | 10490                  | 9565                   | 9314                   | 9329                   | Топар       | 1               |
| Южна селищна адміністрація       | -          | 4247                   | 3295                   | 2403                   | 2084                   | Южний       | 1               |
| Акбастауський сільський округ    | -          | 1500                   | 958                    | 579                    | 481                    | Акбастау    | 1               |
| Дзержинський сільський округ     | -          | 1642                   | 1486                   | 1246                   | 929                    | Сарепта     | 3               |
| Дубовський сільський округ       | -          | 4719                   | 3843                   | 3993                   | 3702                   | Дубовка     | 1               |
| Єсенгельдинський сільський округ | -          | 2033                   | 1302                   | 1025                   | 847                    | Єсенгельди  | 2               |
| Ільїчівський сільський округ     | -          | 2277                   | 1899                   | 1264                   | 1122                   | Юбілейне    | 3               |
| Карагандинський сільський округ  | -          | 2776                   | 2046                   | 1736                   | 1690                   | Жартас      | 4               |
| Коксунський сільський округ      | -          | 2564                   | 2098                   | 1899                   | 2165                   | Коксун      | 5               |
| Кулайгирський сільський округ    | -          | 2102                   | 1984                   | 1668                   | 1640                   | Кулайгир    | 3               |
| Курмінський сільський округ      | -          | 1718                   | 1545                   | 1507                   | 1407                   | Курмінське  | 3               |
| Мічурінський сільський округ     | -          | 2227                   | 1451                   | 1334                   | 1188                   | Агрогородок | 3               |
| Самарський сільський округ       | -          | 3383                   | 1929                   | 1205                   | 933                    | Самарка     | 5               |

## Найбільші населені пункти
Населені пункти з чисельністю населення понад 1000 осіб:
| № | Населений пункт | Населення, осіб (1989) | Населення, осіб (1999) | Населення, осіб (2009) | Населення, осіб (2021) |
| - | --------------- | ---------------------- | ---------------------- | ---------------------- | ---------------------- |
| 1 | Абай            | 46533                  | 33066                  | 25550                  | 28602                  |
| 2 | Топар           | 10490                  | 9565                   | 9314                   | 9329                   |
| 3 | Дубовка         | 4601                   | 3796                   | 3993                   | 3702                   |
| 4 | Карабас         | 3214                   | 2682                   | 2484                   | 3122                   |
| 5 | Южний           | 4247                   | 3295                   | 2403                   | 2084                   |
| 6 | Жартас          | 1848                   | 1497                   | 1483                   | 1532                   |
| 7 | Кулайгир        | 1432                   | 1550                   | 1467                   | 1522                   |